# Pama (rivière)
Pour les articles homonymes, voir Pama.
La Pama est une rivière de république centrafricaine, affluent de la Mpoko, donc un sous-affluent de l’Oubangui.

## Géographie
La Pama prend sa source au sud de Yaloké. Elle constitue, sur une partie de son cours, la limite entre les préfectures de Lobaye et Ombella-M'Poko, et reçoit en rive gauche ses deux principaux affluents que sont la Mbi puis la Mbali avant de se jeter dans la Mpoko. 